# Het stenen bruidsbed
Het stenen bruidsbed is een roman van Harry Mulisch uit 1959. De Amerikaanse tandarts en ex-piloot Norman Corinth reist voor een tandartsencongres naar Dresden, de stad die hij in het kader van het geallieerde bombardement in de Tweede Wereldoorlog bestookte.
De roman is opgebouwd als een Griekse tragedie, namelijk in vijf bedrijven, van elkaar gescheiden door drie "zangen". De bedrijven beschrijven het verhaal van Norman Corinth op het tandartsencongres, de zangen zijn flashbacks van zijn deelname aan het bombardement op Dresden. De taal van deze zangen is Homerisch, wat een grotesk resultaat oplevert.

## Samenvatting

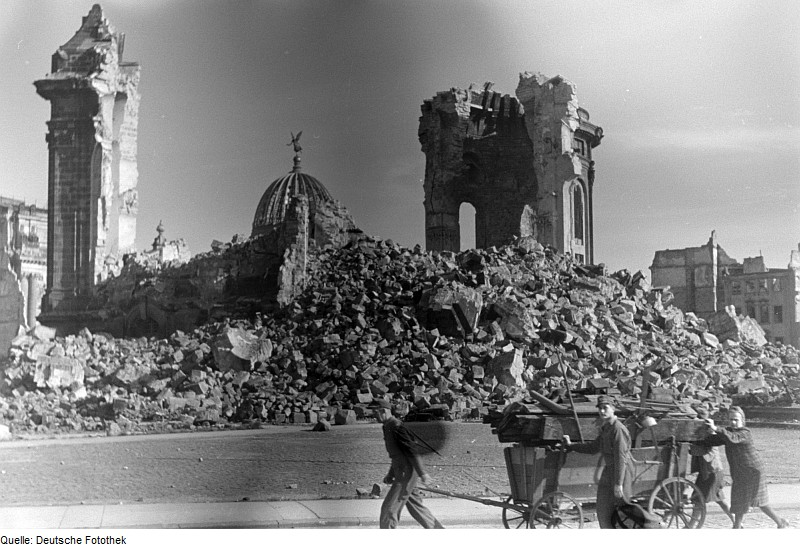
De door het bombardement verwoeste Frauenkirche in Dresden, de stad waar het verhaal zich afspeelt

Norman Corinth is een Amerikaanse tandarts uit Baltimore. Hij wordt uitgenodigd voor een congres voor tandartsen in Dresden in de DDR. Het boek speelt zich af in 1956 en de DDR is op dat ogenblik zeven jaar gescheiden van West-Duitsland en kent een communistisch regime. Corinth gaat op de uitnodiging in en reist naar Dresden. Hij wordt opgevangen door Hella Viebahn, een gids van het congres. Corinth heeft een speciale reden om af te reizen naar Dresden. Tijdens de Tweede Wereldoorlog was hij boordschutter van een Amerikaanse bommenwerper en nam hij deel aan het beruchte bombardement op Dresden in februari 1945. In de loop van het boek wordt duidelijk dat Corinth ook betrokken was bij het mitrailleren van de bevolking van Dresden. In feite is Corinth een oorlogsmisdadiger, hij schoot op onschuldige burgers die naar de rivier gevlucht waren. Aan de andere kant is hij zelf ook slachtoffer. Zijn vliegtuig werd neergehaald en Corinths gezicht is verminkt als gevolg van brandwonden.
In Dresden wordt Corinth geconfronteerd met zijn daden. De stad ligt nog altijd in puin en hij hoort veel verhalen over het bombardement en het Derde Rijk. De pensionhouder Ludwig bijvoorbeeld vertelt Corinth dat hij op historische grond staat. De chauffeur die hij krijgt toegewezen, Günther, zegt dat hij in april 1945 als lid van de Hitlerjugend Hitler heeft ontmoet, en zelfs een kneepje in zijn wang kreeg. Ook een collega op het congres, de West-Duitser Schneiderhahn deelt zijn oorlogservaringen met Corinth en vertelt over de concentratiekampen. Hierdoor krijgt Corinth het idee dat Schneiderhahn een voormalige nazibeul is. Hella ten slotte zegt dat ze als jonge communiste in een concentratiekamp heeft gezeten. Als Corinth met Hella naar het pension teruggaat, gaan ze met elkaar naar bed. Als hij met Hella seks heeft, lijkt het alsof Corinth het bombardement nog eens beleeft.
Als Corinth later aan Hella vraagt het naziverleden van Schneiderhahn te onderzoeken, blijkt dat Schneiderhahn juist tegen het naziregime heeft gestreden. Corinth wordt zo boos als hij dit hoort dat hij Schneiderhahn in elkaar slaat. Als anderen hem willen lostrekken van Schneiderhahn vlucht Corinth weg. Hij is nu door het dolle heen, hij lacht en huilt en rent naar de auto van Günther. Zonder zijn chauffeur rijdt hij weg. In een gebied met puinhopen rijdt hij de auto te pletter en steekt het wrak in brand. Zo vernietigt hij Dresden andermaal.

## Achtergrond
Mulisch had in eerste instantie het idee opgevat om een boek te schrijven dat "Gratie voor de doden" moest heten en zou gaan over een Duitse oorlogsmisdadiger. In de jaren vijftig speelde de discussie over de arrestatie en berechting van oorlogsmisdadigers regelmatig op. De oorlog was inmiddels tien jaar geleden en sommige mensen wilden het liefst alles vergeten. Anderen daarentegen waren juist voor een vervolging. Mulisch zelf had gemengde gevoelens over het begrip 'oorlogsmisdadiger". Hoewel hij ervan overtuigd was dat een groot aantal Duitse oorlogsmisdadigers terecht was veroordeeld en geëxecuteerd, was er ook twijfel of er niet erg eenzijdig werd geoordeeld. Zijn eigen vader was ook als collaborateur veroordeeld: Kurt Mulisch was in mei 1945 gearresteerd. Hij was in de oorlogsjaren hoofd van de personeelsafdeling van de beruchte bank Lippmann, Rosenthal & Co. Deze bank 'beheerde' de in beslag genomen tegoeden van joden die waren weggevoerd naar de Duitse vernietigingskampen. Hoewel de vader van Mulisch niet direct betrokken was bij oorlogsmisdaden werd hij toch gezien als collaborateur en opgesloten in een interneringskamp.
Mulisch wist dat zijn vader met zijn positie bij de bank in staat was geweest zijn half-joodse zoon Harry en zijn joodse ex-vrouw (Alice Schwarz) uit het concentratiekamp te houden. Hij zag ook dat sommige 'goede' Nederlanders zich na de oorlog verrijkten door bezittingen van NSB'ers voor zichzelf te houden. Geallieerde oorlogsmisdadigers werden niet veroordeeld, zelfs niet aangeklaagd.
Dit alles speelde in zijn hoofd toen hij zich documenteerde voor "Gratie voor de doden". Hij was hiervoor naar Dresden gereisd en kwam daar onder de indruk van de verwoeste stad. Hier kwam hij tot de conclusie dat er geen absolute oorlogsmisdadiger bestaat. Het is de overwinnaar die beslist wie oorlogsmisdaden heeft begaan. Als de Duitsers hadden gewonnen was de toenmalige premier van Engeland, Churchill, vermoedelijk als oorlogsmisdadiger opgehangen. Dit gegeven gebruikte hij als uitgangspunt voor Het stenen bruidsbed, waar niet langer een Duitse oorlogsmisdadiger de hoofdrol speelt, maar een Amerikaanse oorlogsmisdadiger.

## Publicatiegeschiedenis

### Voorpublicaties
In twee afleveringen van het literaire tijdschrift Podium werden gedeelten voorgepubliceerd: in nummer 3, januari 1959, p. 134-147 en in nummer 4, maart 1959, p. 200-225. Ook verscheen een fragment in De Groene Amsterdammer van 25 april 1959.

### Drukgeschiedenis
De eerste druk verscheen in mei 1959 bij uitgeverij De Bezige Bij als Literaire Reuzenpocket no. 1, met een door Karel Beunis ontworpen omslag, naar een idee van Mulisch zelf. Tegelijk verscheen een gebonden editie in een oplage van 300 exemplaren. De paperback kostte ƒ4,50 en de gebonden editie ƒ7,90. De foto komt uit Dresden: eine Kamera klagt an van Richard Peters. In 1971 verscheen de twintigste druk met de aanduiding dat het aantal exemplaren de 100.000 had overschreden. De dertigste druk uit 1989 was een in rood linnen gebonden zilveren-jubileumuitgave. Voor deze edities werd steeds hetzelfde zetsel gebruikt: de tekst loopt steeds van bladzijde 9 tot en met bladzijde 219. Alleen de eerste negen drukken bevatten de vermelding dat Het stenen bruidsbed werd geschreven in opdracht van het ministerie van Onderwijs, Kunsten & Wetenschappen. Toch zijn in latere drukken enkele kleine wijzigingen doorgevoerd: vanaf de 22e druk veranderde op bladzijde 60 het kamernummer in het hotel van 27 naar 17 (zie ook bladzijde 215) en op bladzijde 218 het jaartal 1941 naar 1940.
Mulisch schreef het boek tussen 1956 en 1958.

## Kenmerken

### Opzet
Het boek is opgezet als een Griekse tragedie en bestaat uit vijf delen en elf hoofdstukken. De delen II, III en IV worden afgesloten met gezangen die geïnspireerd zijn door de Griekse dichter Homerus. Mulisch gebruikt het specifieke taalgebruik van Homerus in zijn beschrijving van de Amerikaanse bommenwerperbemanning die het bombardement op Dresden uitvoert.

### Symboliek
Mulisch ziet de Tweede Wereldoorlog synchroon met de Trojaanse Oorlog. Om die reden wordt ook het bombardement door de bemanning van Corinths bommenwerper beschreven in de zogenaamde Homerische gezangen. Als Corinth Dresden verwoest is dat te vergelijken met de Griekse verwoesting van Troje. Zoals Helena van Troje de aanzet is tot de verwoesting van Troje, zo is Hella Viebahn met terugwerkende kracht de reden van de verwoesting van Dresden. Dresden en Troje worden in Het stenen bruidsbed gelijktijdig verwoest. In beide gevallen is er geen echte reden. "Ik ben een onder Agamemnon gesneuvelde Griek, die nog leeft", zegt Corinth tegen Hella. Met andere woorden, Corinth bestaat zowel in het heden als in het verleden. Het thema 'oorlog' wordt door Mulisch vereenzelvigd met 'de liefde'. Liefde leidt bij Mulisch tot vernietiging. Dit komt naar voren in de gewelddadige manier waarop Corinth de liefde bedrijft met Hella. Het bombardement op Dresden in 1945 is dan synchroon aan de seks met Hella in 1956. Zo vernietigt Corinth de stad tweemaal. Dat is ook de verklaring van de titel, de stad Dresden is het bed, versteend, en Hella is de bruid tussen de puinhopen. Mulisch zet overigens Troje ook synchroon met andere zinloze vernietigingen zoals bij Rome, Carthago en Hiroshima:
"'Waarom was Nero Nero? Omdat Nero Nero was.' En ... Die hadden een bedoeling, en aanwijsbare gevolgen - zoals het massacre van Carthago, en Hiroshima; die mikten boven zichzelf uit, zoals de slag om Troje niet om Troje ging, maar om Helena. Dresden niet..."
Alle symboliek van het boek opnoemen is ondoenlijk. J.A. Dautzenberg schreef een compleet boek over Het stenen bruidsbed onder de titel: "De sleutel in de kast". In dit boek geeft hij per pagina en bijna per zin van Het stenen bruidsbed alle symboliek en mogelijke betekenissen weer.

### Stijl
Mulisch wees - zeker in het begin van zijn schrijverschap - de psychologische roman af. De romans die door hem in de jaren vijftig werden geschreven kennen een associatieve stijl die volgens Mulisch zelf vergelijkbaar is met de gedichten van de Vijftigers. Mulisch streeft niet naar het realisme, maar naar het mythische. Het stenen bruidsbed kent ondanks de strakke compositie en vorm (de vorm is bij Mulisch vaak belangrijker dan de inhoud) een taalgebruik waarbij veel van de lezer wordt gevergd. Elk woord lijkt een diepere betekenis te hebben, er wordt gemorreld aan het tijdsbegrip en het lijkt alsof er een toestand van voortdurende chaos heerst. Het boek vormt een mijlpaal in zijn oeuvre. Het verscheen in 1959 en pas in 1970 zou er weer een nieuwe roman verschijnen De verteller. Achteraf gezien markeert Het stenen bruidsbed het einde van de eerste periode in het schrijverschap van Mulisch. In de jaren tot 1970 publiceert hij vrijwel alleen journalistiek werk en essays.

## Trivia
- De Amerikaanse auteur Kurt Vonnegut schreef in 1969 het boek Slaughterhouse Five. In deze roman speelt het bombardement op Dresden een grote rol en ondergaat de hoofdpersoon een aparte beleving van de tijd. Vonnegut werd om die reden beschuldigd van plagiaat op Het stenen bruidsbed. Vonnegut ontkende en zei Het stenen bruidsbed niet te kennen. Hierbij mag aangetekend worden dat Vonnegut zelf als krijgsgevangene geïnterneerd in een slachthuis, het bombardement op Dresden meemaakte en meteen daarna moest helpen bij het ‘opruimen’ van de slachtoffers